# Pina de Montalgrao (kommunhuvudort)
Pina de Montalgrao är en kommunhuvudort i Spanien.   Den ligger i provinsen Província de Castelló och regionen Valencia, i den östra delen av landet, 260 km öster om huvudstaden Madrid. Pina de Montalgrao ligger 1 024 meter över havet och antalet invånare är 146.
Terrängen runt Pina de Montalgrao är kuperad österut, men västerut är den platt.Runt Pina de Montalgrao är det glesbefolkat, med 14 invånare per kvadratkilometer. Närmaste större samhälle är Caudiel, 10,2 km sydost om Pina de Montalgrao. 